# Kawabata Bōsha

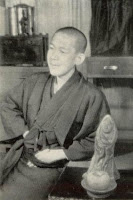
Kawabata Bōsha

Kawabata Bōsha (japanisch 川端 茅舎; geboren 17. August 1897 in Tokio; gestorben 17. Juli 1941 ebenda) war ein japanischer Haiku-Dichter.

## Leben und Wirken
Kawabata Bōsha war der um 12 Jahre jüngere Stiefbruder des Malers Kawabata Ryūshi. Nach seinem Abschluss an der „Dokkyō Junior High School“ (独協中学校) entschloss er sich, ebenfalls Maler zu werden und besuchte er das Institut für Malerei (絵画研究所, Kaiga kenkyūsho) von Fujishima Takeji und studierte später bei Kishida Ryūsei. Er wandte sich dann aber der Dichtkunst zu.
1915 erschien zum ersten Mal eine Arbeit von Kawabata in dem Magazin Hototogisu, 1924 erschien ein Gelegenheitsgedicht von ihm auf der ersten Seite. Mit Matsumoto Takashi,   Nakamura Kusatao und anderen spielte er eine aktive Rolle als repräsentativer Dichter des Magazins nach den „4S“ Während dieser Zeit war er weit interessiert, wurde beispielsweise externes Mitglied des „Neuen Dorfes“, des Atarashiki Mura von Mushanokōji Saneatsu und lebte eine Zeitlang im Shōgakuan (正覚庵), dem Haupttempel des Tōfuku-ji in Kyōto. Nach 1931 lebte Kawabata aufgrund einer Wirbelsäulenerkrankung etwa 10 Jahre lang zurückgezogen in seinem Haus im Stadtteil Omori von Tokio.
Kawabatas Gedichte, wie das mit dem Titel „Kongō no tsuyu hitotsubu ya ishi no ue“ (金剛の露ひとつぶや石の上) – etwa „Ein bisschen Tau und auf einem Stein“ aus der Kawabata-Haikusammlung (川端茅舎句集) 1934, und „Kachō fūei shinkotchō Kan“ (花鳥諷詠真骨頂漢) von Takahama Kyoshi, zitiert in der zweiten Gedichtsammlung „Kegon“, führten dazu, von Kawabata Bōsha als „Bōsha des Reinen Landes“ zu sprechen.